# Micralymma
Micralymma är ett släkte av skalbaggar som beskrevs av John Obadiah Westwood 1837. Micralymma ingår i familjen kortvingar.
Släktet innehåller bara arten Micralymma marinum.